# NGC 2797
NGC 2797 est une galaxie spirale intermédiaire située dans la constellation du Cancer. NGC 2797 a été découverte par l'astronome prussien Heinrich d'Arrest en 1866.

## Caractéristiques
Sa vitesse par rapport au fond diffus cosmologique est de 119,1 ± 8,3 Mpc (∼388 millions d'al).

### Classification
La base de données NASA/IPAC et Wolfgang Steinicke classe NGC 2797 comme une galaxie particulière, mais l'image de l'étude SDSS montre clairement la présence de bras spiraux ainsi qu'un début de barre en son centre. La classification de spirale intermédiaire du professeur Seligman semble plus appropriée.

## Supernova
La supernova 2010Z a été découverte dans NGC 2797 le 3 février 2010 conjointement par X. Parisky, S. B. Cenko, W. Li, and A. V. Filippenko, de l'université de Californie à Berkeley, dans le cadre du programme LOSS (Lick Observatory Supernova Search) de l'observatoire Lick et par l'astronome italien Simone Leonini. Cette supernova était de type II.